# Національна академія театрального і кіномистецтва «Крестьо Сарафов»
Національна академія театрального і кіномистецтва «Крастьо Сарафов» — спеціалізований вищий навчальний заклад у місті Софія. До 1995 року академія мала назву Вищий інститут театрального мистецтва «Крастьо Сарафов». З 1995 року названа на честь актора Крастьо Сарафова.

## Про академію
Національна академія театрального і кіномистецтва є однією з вищих шкіл Болгарії, яка впливає на розвиток болгарської культури. Указом Ради міністрів від 28 січня 1948 року Державна театральна школа при Національному театрі в Софії була перетворена в Державну вищу театральну школу. Перший випуск складався з 22 студентів, які займаються акторською майстерністю.
Історія НАТФІЗу нерозривно пов'язана з історією болгарської театральної та кінокультури. Академія стала сучасним навчальним закладом зі сформованими спеціальностями та стандартами освіти. Академія співпрацює з престижними науковими, культурними, некомерційними, виробничими та бізнесовими організаціями за національними та міжнародними програмами. Також активно співпрацює з міжнародними університетами та академіями мистецтв.
Місія академії, цілі та завдання відповідають освітній філософії, спільним організаційним цінностям, тенденціям розвитку освітньої сфери в Болгарії та в усьому світі, а також специфіці та організаційним характеристикам Академії.
Викладацький склад НАТФІЗ включає провідних фахівців у відповідних наукових та практичних галузях, професійних митців, критиків, дослідників та педагогів у сфері сценічного та екранного мистецтва, виробництва, артменеджменту, підприємництва, авторського права, маркетингу, європейської культурної політики та інших ключових напрямків. Багато викладачів академії є авторами підручників, книг, досліджень і публікацій, беруть участь у різноманітних національних і міжнародних формах обміну (симпозіуми, конференції, колоквіуми тощо), створюють фільми та театральні постановки, є суддями міжнародних фестивалів.

## Спеціальності

### Ступінь бакалавра
- Гра в драматичному театрі
- Акторська робота для лялькового театру
- Анімація
- Драматургія
- Екранні дослідження та журналістика
- Режисура для лялькового театру
- Режисура драматичного театру
- Оформлення сцени та екрану
- Театрознавство та театральний менеджмент
- Театр руху
- Монтаж фільмів і ТБ
- Звук фільмів і ТБ
- Режисура кіно та телебачення
- Оператор кіно і телебачення
- Дизайн фільмів і ТБ
- Виробництво кіно та телебачення
- Фотографія
- Сценографія для лялькового театру
- Театральна постановка

### Ступінь магістра
- Режисура в сценічному мистецтві
- Менеджмент в екранних мистецтвах
- Менеджмент у сценічному мистецтві
- Театральне мистецтво
- Мистецтво кіно і телебачення
- Акторська майстерність для театру та кіно
- Публічні виступи
- Режисура в практиці театру ляльок
- Навчально-терапевтичний ляльковий театр
- Естетика прикладної фотографії
- Екранна режисура

## Ректори академії
- 1948–1952: проф. Димитар Мітов;
- 1952–1953: проф. Любомир Тенєв;
- 1953 — 1954: проф. Боян Дановський;
- 1954 — 1961: проф. Димитар Мітов;
- 1961–1964: проф. Желчо Мандаджиєв;
- 1964 — 1968: проф. д.ф.н. Василь Колевський;
- 1968 — 1970: проф. Стефан Каракостов;
- 1970 — 1976: проф. Іван Чипєв;
- 1976 — 1981: чл.-кор. проф. д.і. д.ф.н. Крестьо Горанов;
- 1981 — 1987: проф. Надія Сейкова;
- 1987 — 1989: проф. Енчо Халачев;
- 1989 — 2001: проф. Христо Руков;
- 2001–2003: проф. Здравко Мітков;
- 2003 – 2011: проф. д-р Станіслав Семерджиєв;
- 2011 — 2015: проф. д.н. Любомир Халачев;
- 2015 — до тепер: проф. д-р Станіслав Семерджиєв

## Відомі випускники
- Методі Андонов
- Борис Гуджунов
- Георгі Калоянчев
- Христо Христов
- Крастьо Сарафов
- Іван Налбантов
- Михайло Мутафов
- Весела Казакова
- Ованес Торосян
- Ева Воліцер
- Теодора Духовнікова
- Сілвія Петкова
- Лоріна Камбурова
- Цветана Манева
- Стефан Данаїлов
- Рашко Младенов
- Петар Кирджилов
- Костянтин Хаджипанзов